# Пушкинский сквер (Тбилиси)
Пушкинский сквер (груз. ალექსანდრე პუშკინის სახელობის ბაღი) — сквер в Тбилиси, у площади Свободы, границами сквера служат также проспект Руставели, улицы Пушкина и Ладо Гудиашвили.

## История

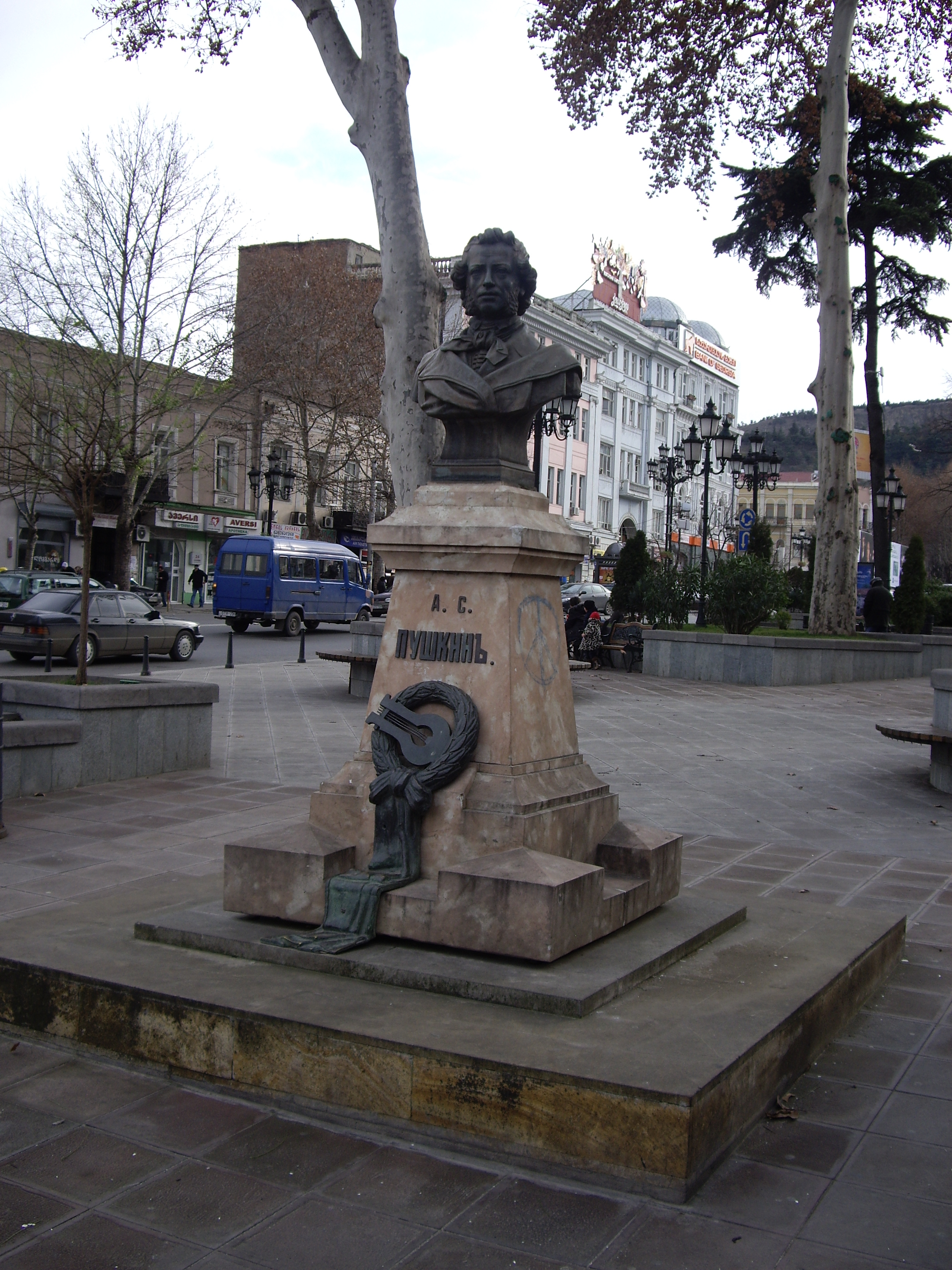
Памятник Пушкину

Заложен в 1885 году. Первоначальное название — «Новый сад». Современное название получил 1887 году, к 50-летней годовщине со дня смерти А. С. Пушкина.
В 1892 году, к 55-летней годовщине со дня смерти поэта, в саду, недалеко от того места, где в Тифлисе в 1829 году останавливался Пушкин («пушкинский» дом не сохранился, мемориальная доска на фасаде д. 5), был открыт его памятник. Инициатором создания памятника выступил тифлисский полицеймейстер Россинский.
В 1922 году в сквере был похоронен трагически погибший в автопроишествии деятель революционного движения в России большевик Камо (1882—1922). Однако в связи с приходом в 1991 году к власти в Грузии Звиада Гамсахурдия возникла угроза сохранности захоронения, оно несколько раз осквернялось, и родственники перенесли прах Камо на Вакийское кладбище, к могиле его сестры Джаваир.
В послевоенные годы сквер был несколько расширен при реконструкции прилегающей к нему площади.

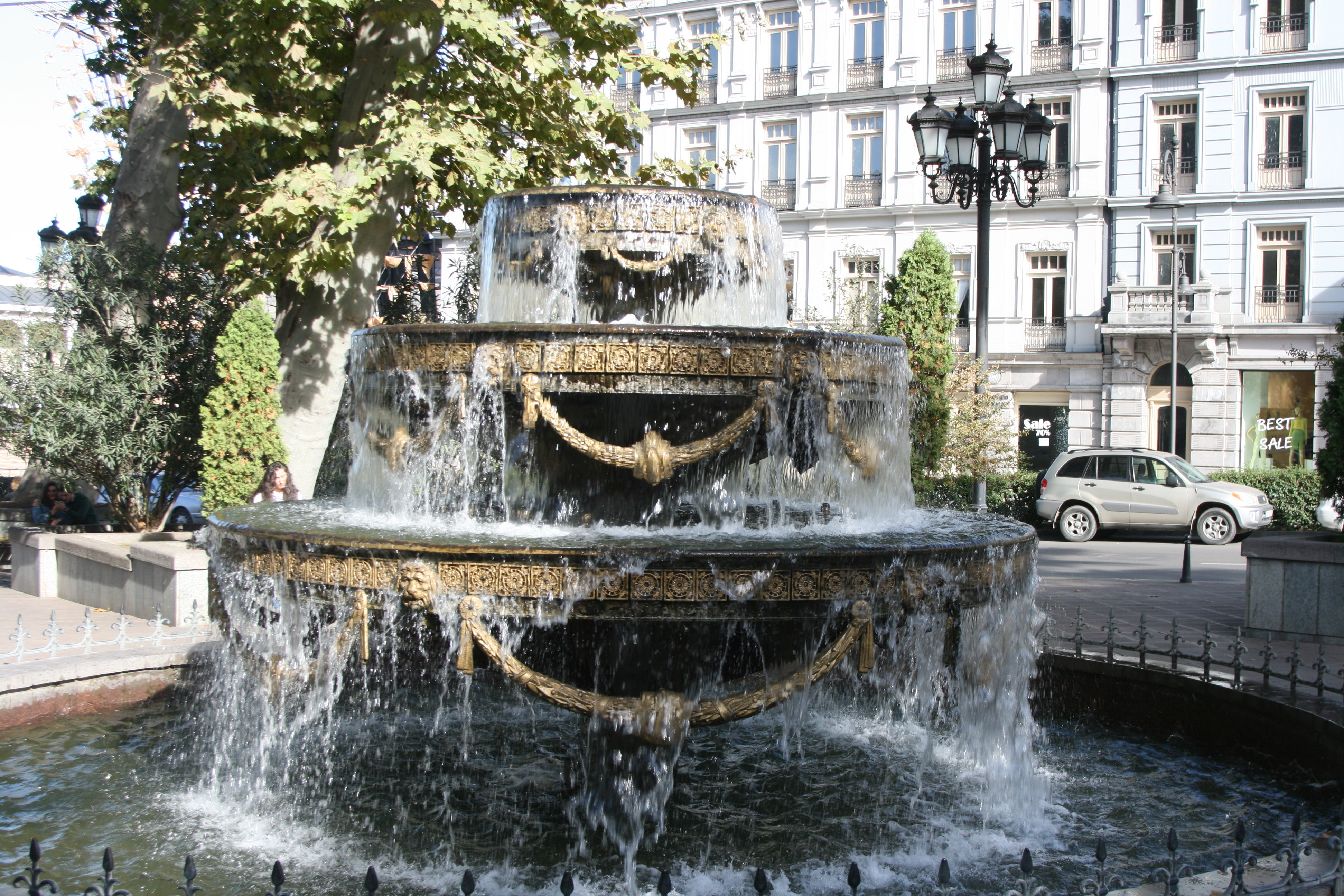

Во времена правления М. Саакашвили (2008—2013) в сквере появился фонтан.
В 2008 году один из лидеров парламентского большинства Нугзар Циклаури выразил намерение обратиться в администрацию грузинской столицы с предложением переименовать сквер имени Пушкина в сквер имени Варшавы.
В 2022 году была проведена масштабная реконструкция сквера, завершившаяся в декабре.